# Gadderås
Gadderås är ort i Madesjö socken i Nybro kommun i Småland. SCB klassade Gadderås som en småort 1995.